# Xenorhina parkerorum
Xenorhina parkerorum és una espècie de granota de la família Microhylidae que viu a Indonèsia i Papua Nova Guinea.